# Chip 'n Dale Rescue Rangers 2
Chip 'n Dale Rescue Rangers 2 è un videogioco a piattaforme per Nintendo Entertainment System, realizzato da Capcom nel 1993 e tratto dalla serie animata omonima (in italiano: Cip & Ciop agenti speciali).

## Trama
Gattolardo (Fatcat), lo storico nemico di Cip e Ciop, evade di notte dalla prigione. Il mattino dopo la coppia di investigatori riceve una soffiata su una bomba che è stata piazzata in un ristorante in città. I due vanno sul posto per indagare, ma qui incontrano Water Rabbit che li informa che la bomba era solo un diversivo, il vero obbiettivo di Gattolardo era quello di rubare l’Urna del Faraone ed ha avuto successo. Dopo averlo sconfitto, Chip e Dale fuggono attraverso le fogne e raggiungono Gattolardo al porto. Il gatto ha però teso loro una trappola ed rinchiude i due scoiattoli in un enorme frigorifero. I due riescono nuovamente a fuggire e a penetrare in un edificio infestato dai fantasmi provenienti dall’urna. Chip e Dale sconfiggono i fantasmi e riescono a recuperare l’Urna del Faraone. Gli investigatori devono poi cercare tre chiavi necessarie per accedere al covo di Gattolardo, nascoste in tre diverse parti di un parco dei divertimenti. Dopo averle recuperate, raggiungono finalmente Gattolardo, che li affronta con un robot di sua fabbricazione. Chip e Dale lo sconfiggono e fuggono dal covo prima che salti in aria. Alla fine gli investigatori affermano che probabilmente Gattolardo è fuggito prima dell'esplosione, ma loro saranno sempre pronti a fermarlo di nuovo.

## Modalità di gioco
La modalità di gioco è simile a quella del predecessore. Il giocatore può scegliere se controllare Cip o Ciop all’inizio del gioco, ma le mosse a disposizione sono le stesse. È disponibile anche una modalità a due giocatori. I personaggi possono correre, saltare, abbassarsi e raccogliere casse ed altri oggetti da lanciare contro i nemici, per sconfiggerli. Possono inoltre raccogliere delle “placche ranger” dislocate nei vari livelli, per aumentare il numero di cuori a propria disposizione. Occasionalmente nel gioco è possibile incontrare Monterey Jack, che aiuta i protagonisti a ripristinare le energie. Il gioco è strutturato in nove livelli consecutivi, al termine di ciascuno dei quali è necessario sconfiggere un boss. A differenza del gioco originale, non è possibile scegliere quale livello affrontare: una volta superato un livello il giocatore viene condotto direttamente a quello successivo, ad eccezione della parte nel parco dei divertimenti, dove è possibile decidere in quale ordine affrontare le tre aree. Tra un livello e l’altro vi sono degli intermezzi che spiegano lo sviluppo della trama ed è possibile partecipare a un mini-gioco per ottenere delle vite extra.

## Accoglienza
L'accoglienza fu per lo più positiva, soprattutto in America del Nord. Electronic Gaming Monthly scrisse che "per una piattaforma a 8 bit, Rescue Rangers se la cava piuttosto bene e, semmai, ti fa desiderare una versione a 16 bit!". Allo stesso modo GamePro esortò i giocatori a "rispolverare la loro console a 8 bit" per il gioco, elogiando la musica "allegra" del titolo e gli effetti sonori "carini", ma rilevando come il titolo mancasse di una sfida adeguata, scrivendo che "Rescue 2 è impegnativo quanto il originale - perfetto per principianti o giocatori intermedi, ma un po' facile per chiunque altro". Game Players dichiarò che il gameplay fosse si "semplice", ma che fosse anche all'altezza dei precedenti progetti di collaborazione tra Capcom e Disney con la sua grafica "top" e controlli reattivi.